# Enrico Job
Enrico Job (* 31. Januar 1934 in Neapel, Italien; † 4. März 2008 in Rom) war ein italienischer Filmarchitekt, Bühnenbildner und Kostümbildner.

## Leben
Job studierte an der Accademia di Belle Arti di Brera in Mailand und widmete sich anschließend der Malerei. Anfang der 1960er Jahre ging er ans Piccolo Teatro di Milano, wo Job die Kostüme für Inszenierungen Giorgio Strehlers, Luca Ronconis und Mario Missirolis entwarf. Mitte der 1960er Jahre folgten Aufträge als Kostümbildner vom Film, seit Beginn der 1970er Jahre auch solche als Filmarchitekt. Diesbezüglich betreute Enrico Job vor allem die Inszenierungen seiner Frau, der Regisseurin Lina Wertmüller.
Job, der 2008 an Leukämie verstarb, zeichnete auch für den Entwurf des stark gebogenen, rund sechs Meter hohen Kruzifixes „La croce del papa“ verantwortlich, das anlässlich des Besuchs von Papst Johannes Paul II. im Rigamonti-Stadion in Brescia (1998) errichtet worden war. Als das Kruzifix, das mittlerweile an einem anderen Ort aufgestellt worden war, im April 2014 zusammenstürzte, erschlug es einen 21-jährigen Mann.

## Filmografie
als Filmarchitekt, wenn nicht anders angegeben
- 1966: Spara forte, più forte...non capisco (nur Kostüme)
- 1969: Fahrt zur Hölle, ihr Halunken (Gli specialisti) (auch Kostüme)
- 1970: Als die Frauen noch Schwänze hatten (Quando le donne avevano la coda) (auch Kostüme)
- 1971: Im Namen des Vaters (Nel nome del padre)
- 1972: Liebe und Anarchie (Film d’amore e anarchia)
- 1973: Andy Warhols Frankenstein (Carne per Frankenstein)
- 1973: Andy Warhols Dracula (Dracula vuole vivere: cerca sangue di vergine)
- 1974: Operation gelungen – Patient tot (Tutto a posto e niente in ordine)
- 1974: Hingerissen von einem ungewöhnlichen Schicksal im azurblauen Meer im August (Travolti da un insolito destino nell'azzurro mare d'agosto)
- 1975: Zwiebel-Jack räumt auf (Cipolla Colt)
- 1975: Sieben Schönheiten (Pasqualino Settebellezze)
- 1977: In einer Regennacht (La fine del mondo nel nostro solito letto in una notte piena di pioggia)
- 1978: Blutfehde (Fatto di sangue fra due uomini per causa di una vedova)
- 1983: Carmen (auch Kostüme)
- 1983: Scherzo del destino in agguato diretto l’angelo come un brigante da strada (auch Kostüme)
- 1984: Die Freundin meiner Frau (Sotto... sotto, strapazzato da anomala passione)
- 1985: Camorra (Un complicato intrigo di donne, vicoli e delitti)
- 1986: Reich und gnadenlos (Notte d’estate con profilo greco, occhi a mandorla et odore di basilico)
- 1988: Amori
- 1989: Diese vitale Wut (In una notte di chiaro di luna)
- 1992: Io speriamo che me la cavo
- 1995: Ninfea Plebea
- 1996: Metalmeccanico e parucchiera in un turbine di sesso e politica
- 1998: Ferdinando e Carolina
- 2000: Francesca e Nunziata